# О’Хэнлон, Джон (шахматист)
Джон О’Хэнлон (англ. John O'Hanlon; 23 апреля 1876, Портадаун — 20 февраля 1960, Дублин) — ирландский шахматист.

## Биография
В молодости увлекался многими видами спорта, в том числе плаванием и академической греблей, но позже отдал предпочтение шахматам. В 1902 году победил в чемпионате по шахматам провинции Ольстер. Долгие годы был одним из ведущих шахматистов Ирландии и девять раз побеждал в чемпионатах Ирландии по шахматам (1913, 1915, 1925, 1926, 1930, 1932, 1935, 1936, 1940). Участвовал также в чемпионатах Великобритании по шахматам, где лучшие результаты показал в 1910 году в Оксфорде, когда поделил 8—9-е места, и в 1925 году в Стратфорд-апон-Эйвоне, когда поделил 7—9-е места (в обоих чемпионатах победил Генри Аткинс).
Принимал участие и в многих международных шахматных турнирах: в 1921 году в Бродстейре поделил первое место с Максом Эйве, в 1922 году остался восьмым в новогоднем турнире в Гастингсе, на котором победил Бора Костич, в 1928 году в Йере поделил 1-е — 3-е место Марселем Дюшаном и Виталием Гальберштадтом, и в 1930 году в Ницце был на 12-м месте (в турнире победил Савелий Тартаковер).
Представлял сборную Ирландии на крупнейших командных шахматных турнирах:
- дважды в шахматных олимпиадах (1935, 1939);
- в неофициальной шахматной олимпиаде 1924 г.[1]

В память об О’Хэнлоне шахматный союз ирландской провинции Ленстер его именем назвал кубок, который разыгрывается на ежегодных командных соревнованиях по шахматам.